# William James (photographe)
Pour les articles homonymes, voir William James (homonymie) et James.
William James (1866-1948) est un photographe britannico-canadien dont les travaux ont été largement diffusés et publiés.

## Biographie
Né en Grande-Bretagne, William James émigre au Canada en 1906 à l'âge de 40 ans.
Il photographie les premiers avions au-dessus de Toronto, et quelques années plus tard réalise les premières vues aériennes de la ville.
Il est le président fondateur de la Canadian Photographers Association.
Le journaliste du Toronto Sun Mike Filey le décrit dans l'histoire de Toronto comme un innovateur technique. La collection de ses photographies est un témoignage unique de la vie à Toronto entre 1907 et 1936.

## Galerie

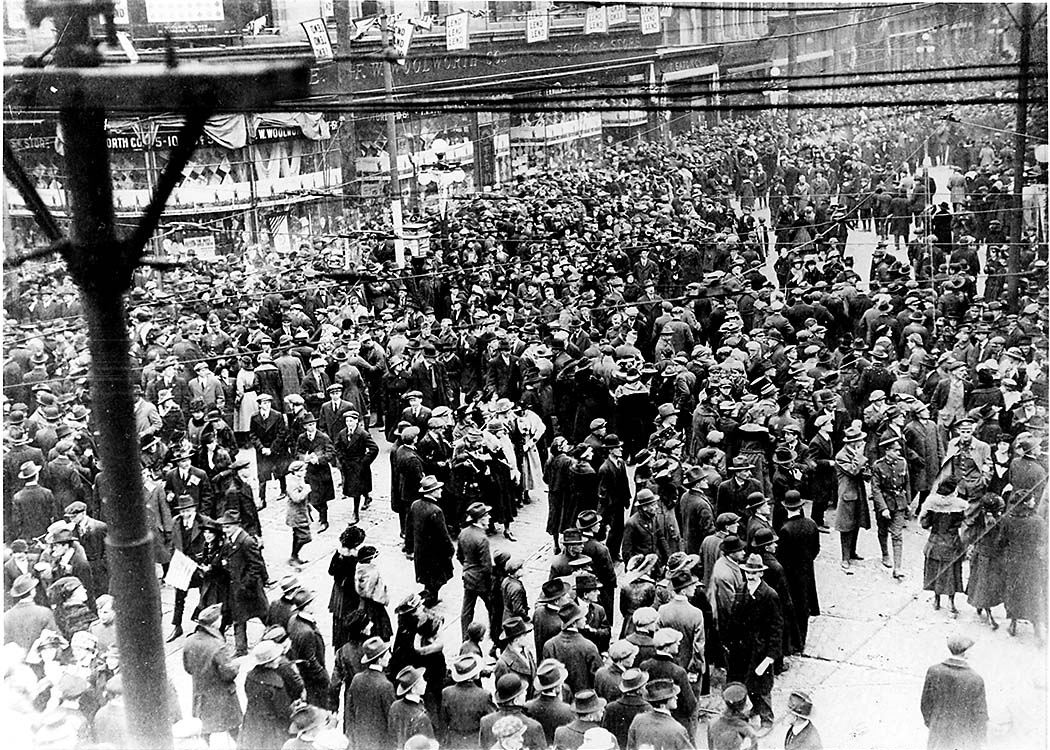
Célébration de l'armistice en 1918
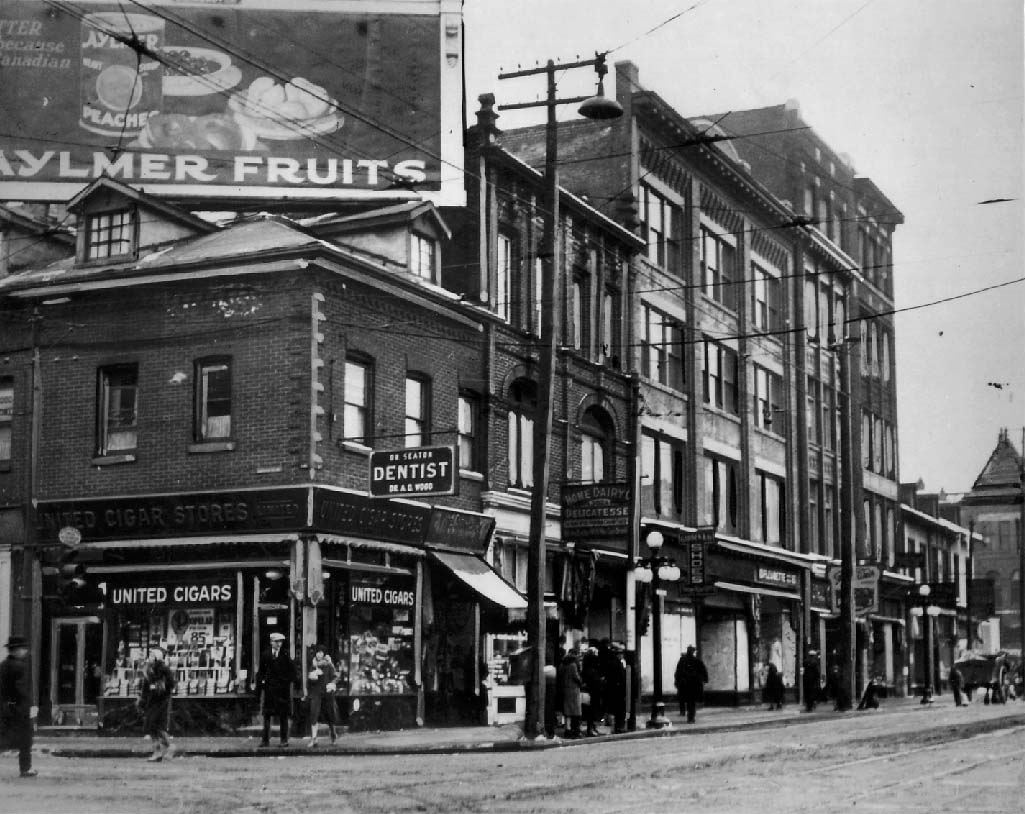
Vue de Toronto en 1926
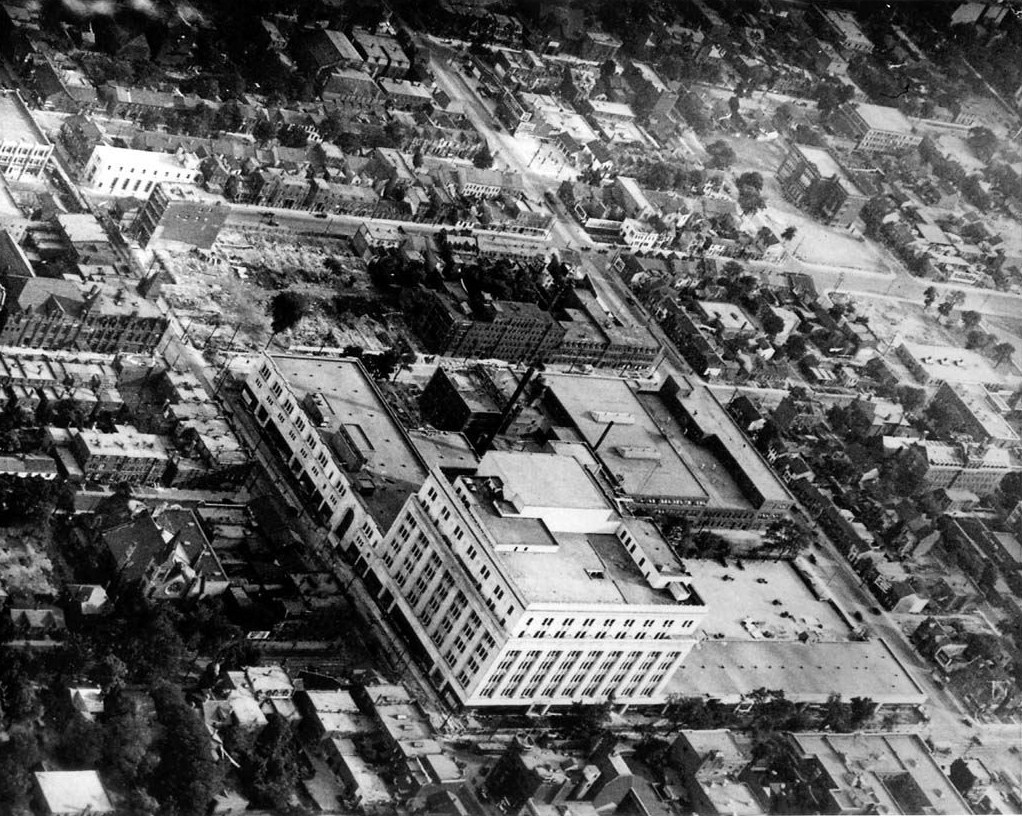
Vue aérienne Eaton's College Street à Toronto en 1930
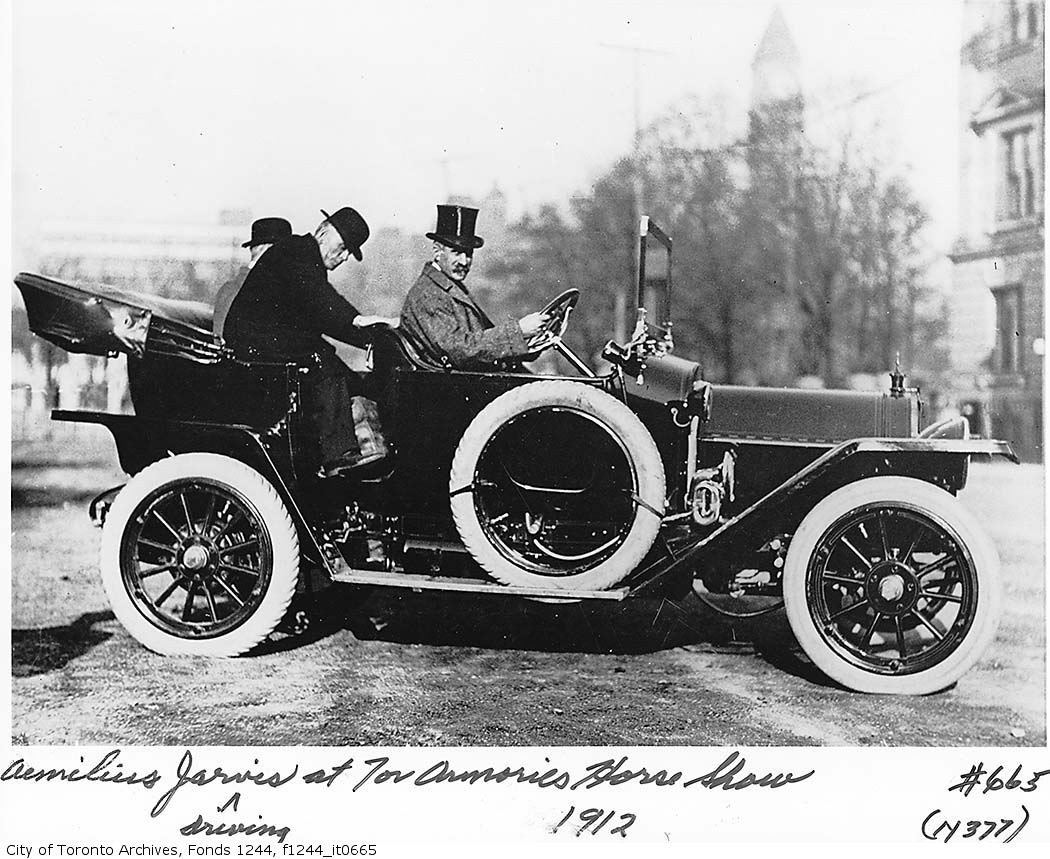
Aemilius Jarvis conduisant une voiture
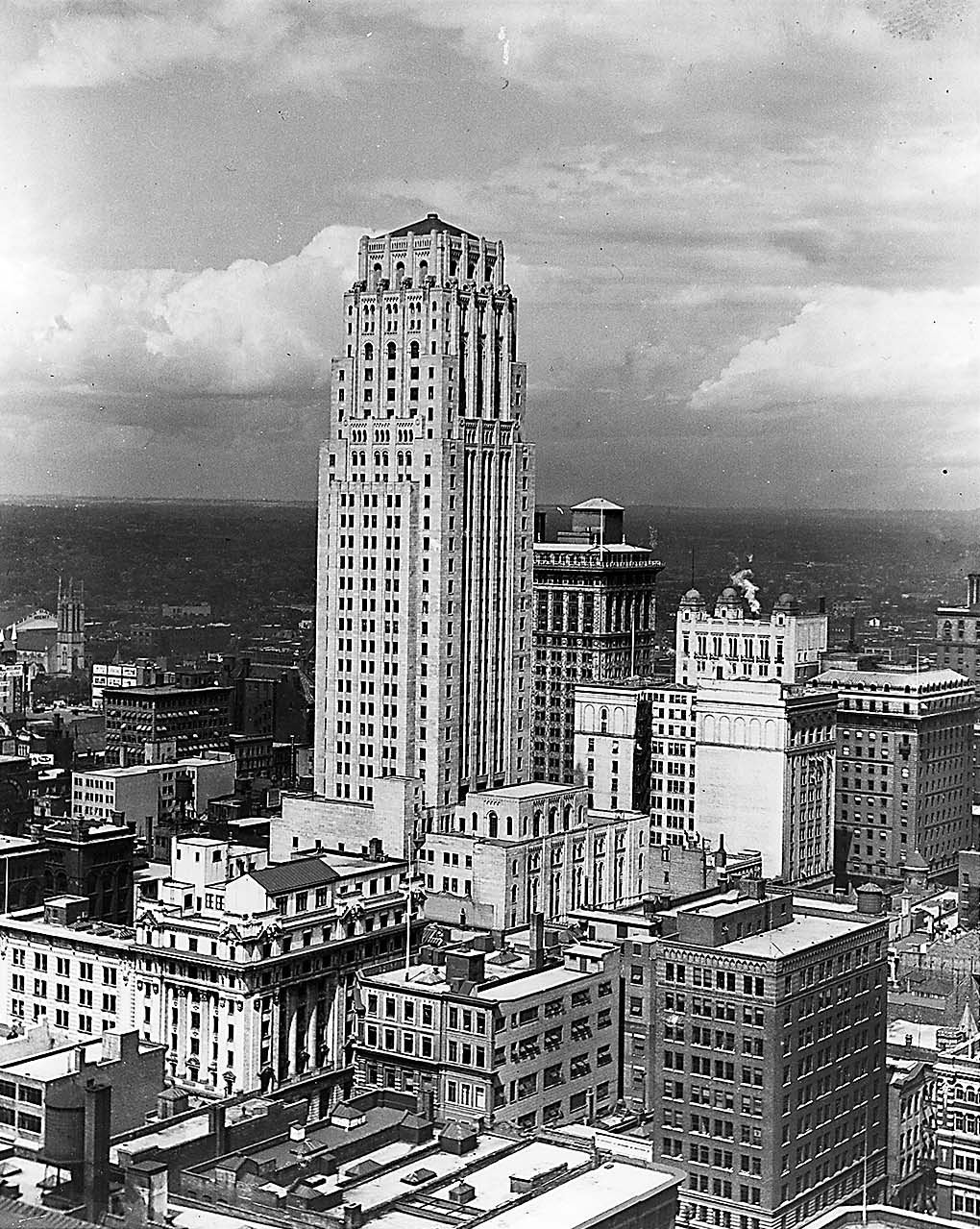
La Banque du commerce en 1930